# El Ghrous
El Ghrous (în arabă الغروس) este o comună din provincia Biskra, Algeria.
Populația comunei este de 16.408 locuitori (2008).